# Vjekoslav Srb
Vjekoslav Srb (Osijek, 25. srpnja 1934.) je hrvatski gospodarstvenik, profesor i političar.
Diplomirao je, 1957. godine, na Elektrotehničkom fakultetu u Zagrebu. Od 1963. do 1982. bio je djelatnik TEP-a u Zagrebu, a od 1972. godine djeluje kao glavni direktor poduzeća. U razdoblju od 1982.–86. postaje član Izvršnoga vijeća Sabora SRH i predsjednik Republičkoga komiteta za energetiku, industriju, rudarstvo i zanatstvo. Bio je glavni direktor poduzeća za vanjsku trgovinu Astre, zatim predsjednik Upravnoga odbora (1990.–94.) te predsjednik Uprave (1994.–99.) Končar Elektroindustrije. Bio je viši profesor na Zavodu za visoki napon i energetiku Elektrotehničkoga fakulteta u Zagrebu (1972.–86.).